# Dziewczyna Piętaszek
Dziewczyna Piętaszek (ang. His Girl Friday) – amerykański film komediowy z 1940 roku w reżyserii Howarda Hawksa. Scenariusz autorstwa Charlesa Lederera powstał na podstawie sztuki Strona tytułowa (ang. The Front Page) Bena Hechta i Charlesa MacArthura.
Film znany jest też w Polsce pod nowszym tytułem Jego dziewczyna.

## Treść
Reporterka prasowa Hildy Johnson jest młodą rozwódką pragnącą na nowo ułożyć sobie życie z kimś innym. Nim to nastąpi, bierze ostatnie zlecenie od swojego byłego męża, a zarazem wydawcy gazety - Waltera Burnsa. Wspólna praca byłych małżonków ponownie jednak zbliża ich do siebie.

## Główne role
- Cary Grant – Walter Burns
- Gene Lockhart –  szeryf Peter B. 'Pinky' Hartwell
- Rosalind Russell – Hildegaard 'Hildy' Johnson
- Ralph Bellamy – Bruce Baldwin
- Roscoe Karns – McCue, reporter
- Irving Bacon –  Gus, kelner
- Regis Toomey – Sanders, reporter
- Alma Kruger – pani Baldwin
- Porter Hall – Murphy, reporter
- Cliff Edwards – Endicott, reporter